# Бломбе
Бломбе́ (фр. Blombay) — коммуна во Франции, находится в регионе Шампань — Арденны. Департамент — Арденны. Входит в состав кантона Рокруа. Округ коммуны — Шарлевиль-Мезьер.
Код INSEE коммуны — 08071.
Коммуна расположена приблизительно в 190 км к северо-востоку от Парижа, в 100 км севернее Шалон-ан-Шампани, в 20 км к западу от Шарлевиль-Мезьера.

## Население
Население коммуны на 2008 год составляло 116 человек.
| 1962 | 1968 | 1975 | 1982 | 1990 | 1999 | 2008 |
| ---- | ---- | ---- | ---- | ---- | ---- | ---- |
| 112  | 136  | 117  | 112  | 120  | 91   | 116  |

## Экономика
В 2007 году среди 77 человек в трудоспособном возрасте (15—64 лет) 51 были экономически активными, 26 — неактивными (показатель активности — 66,2 %, в 1999 году было 63,6 %). Из 51 активных работали 48 человек (25 мужчин и 23 женщины), безработными были 3 женщины. Среди 26 неактивных 4 человека были учениками или студентами, 12 — пенсионерами, 10 были неактивными по другим причинам.

## Достопримечательности
- Церковь Сен-Реми 1874 года
- Ветряная мельница 1551 года, несколько раз перестраивалась

## Фотогалерея

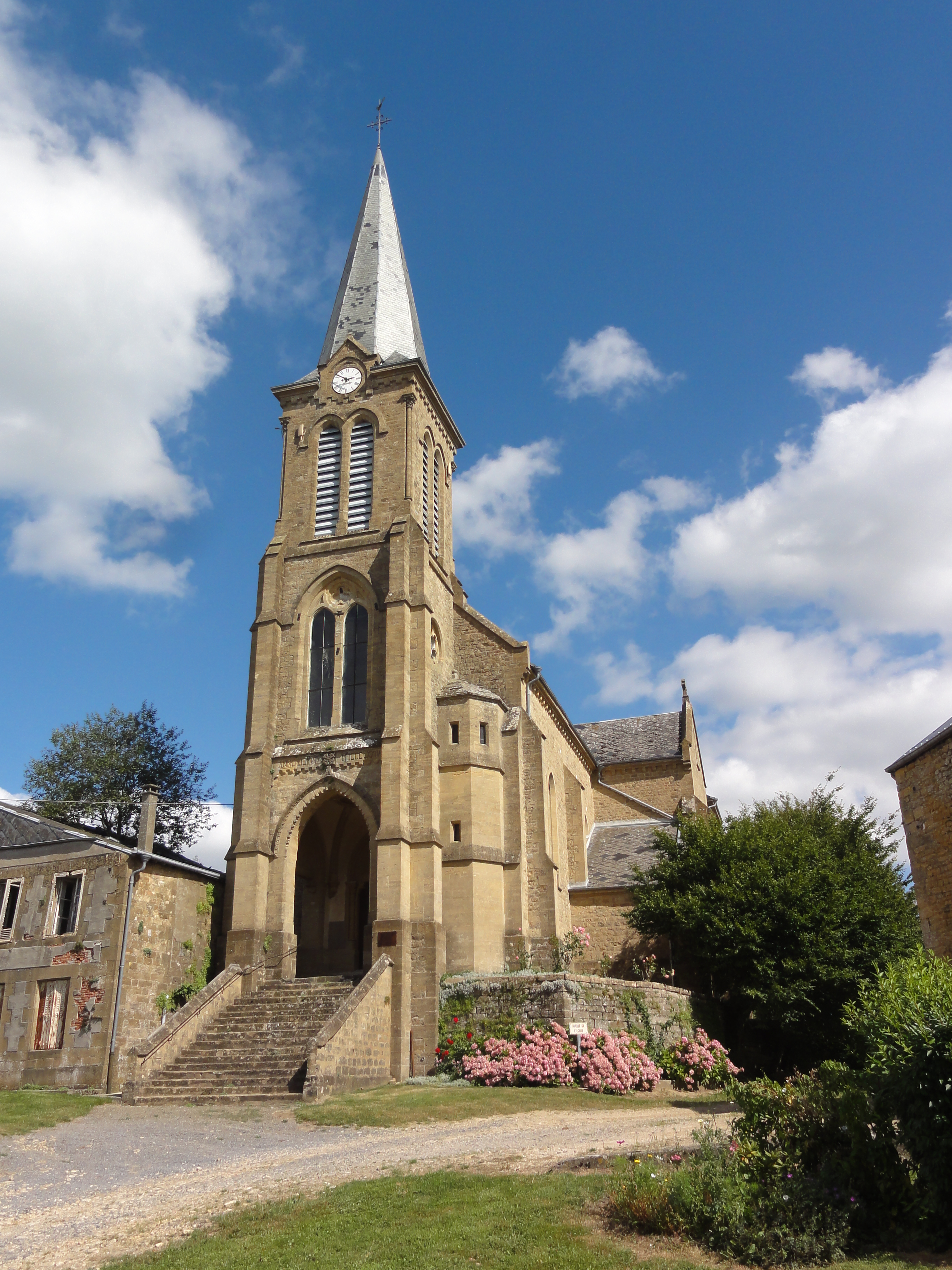
Церковь Сен-Реми
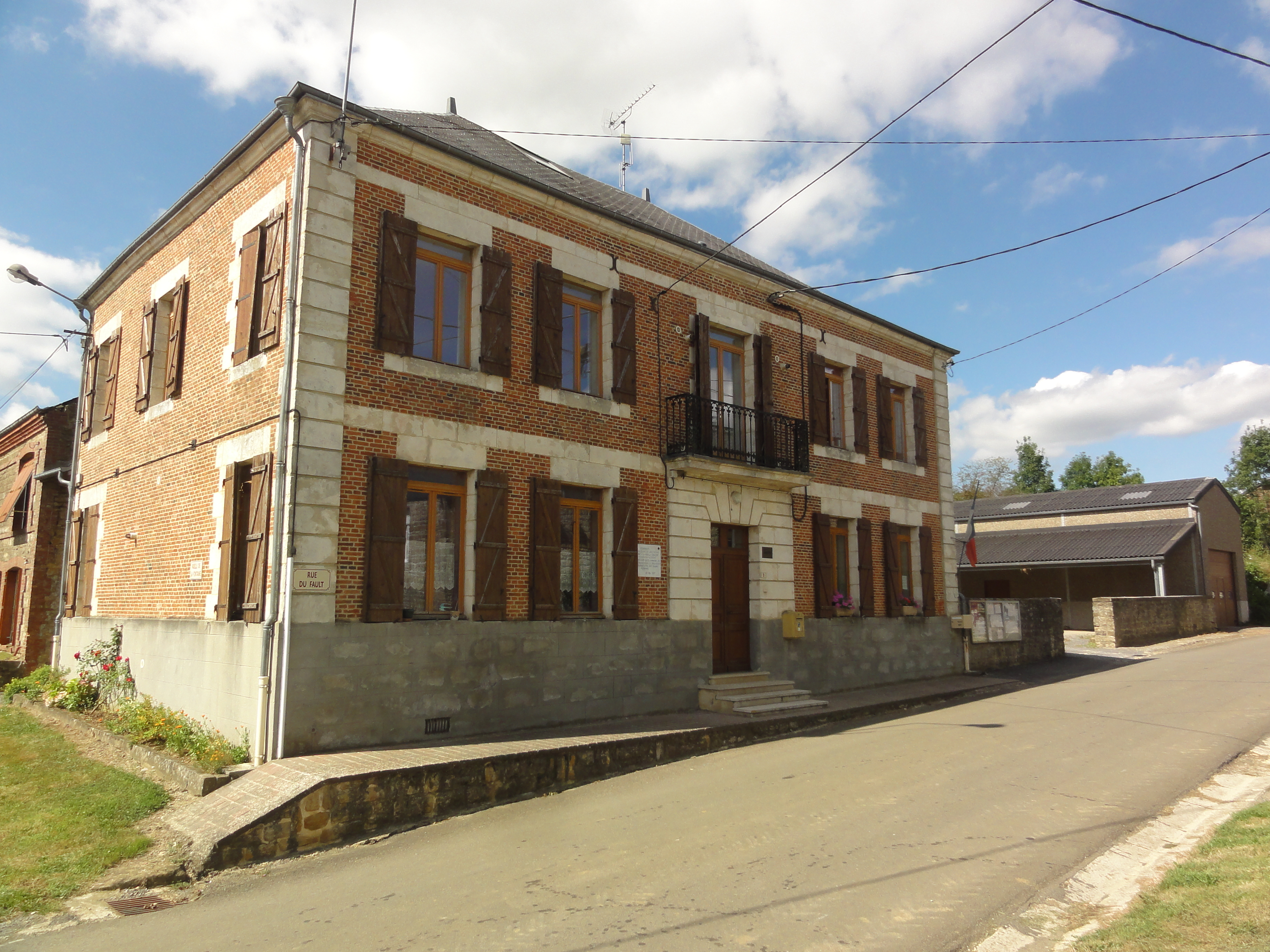
Мэрия-школа
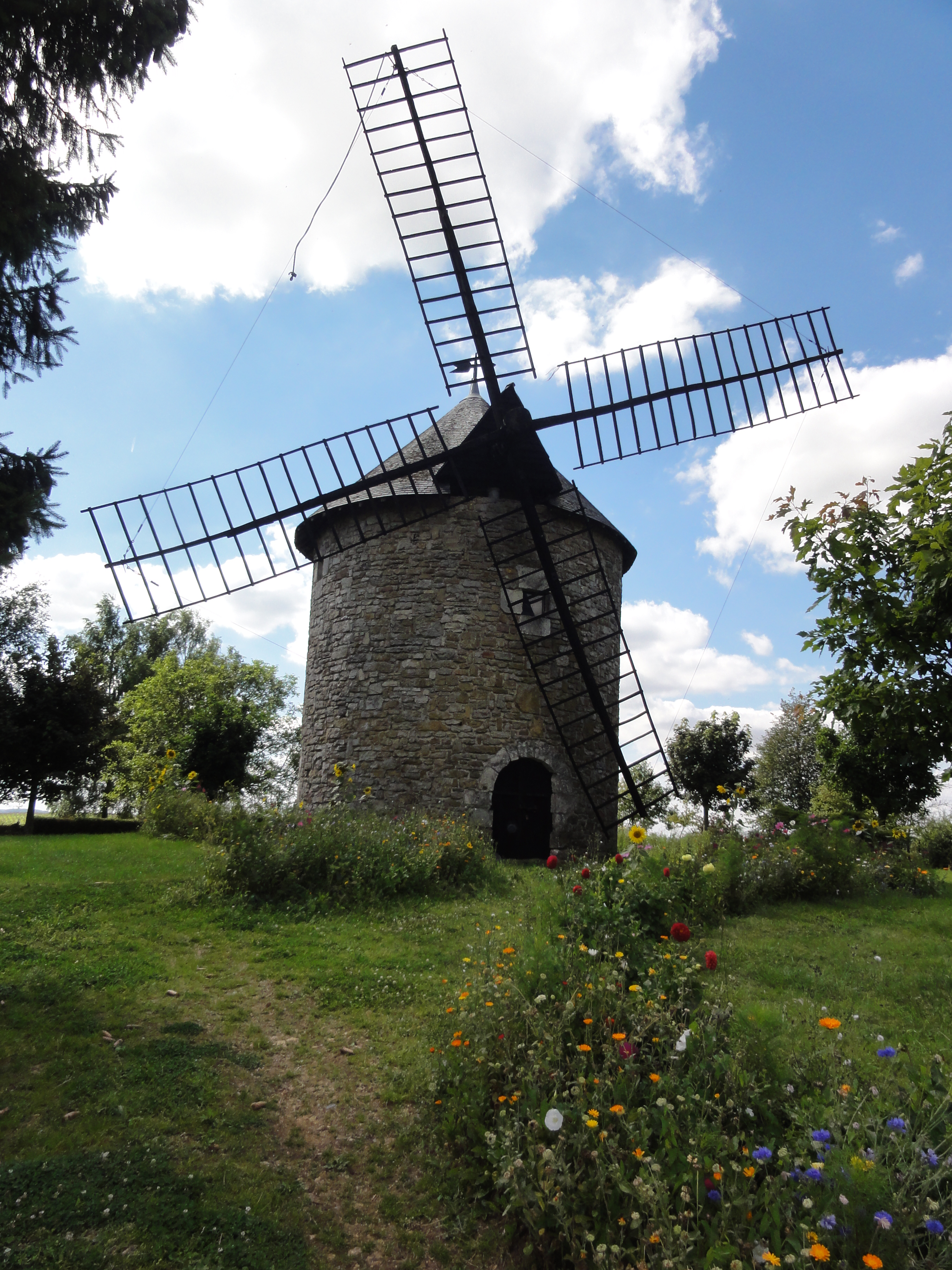
Мельница
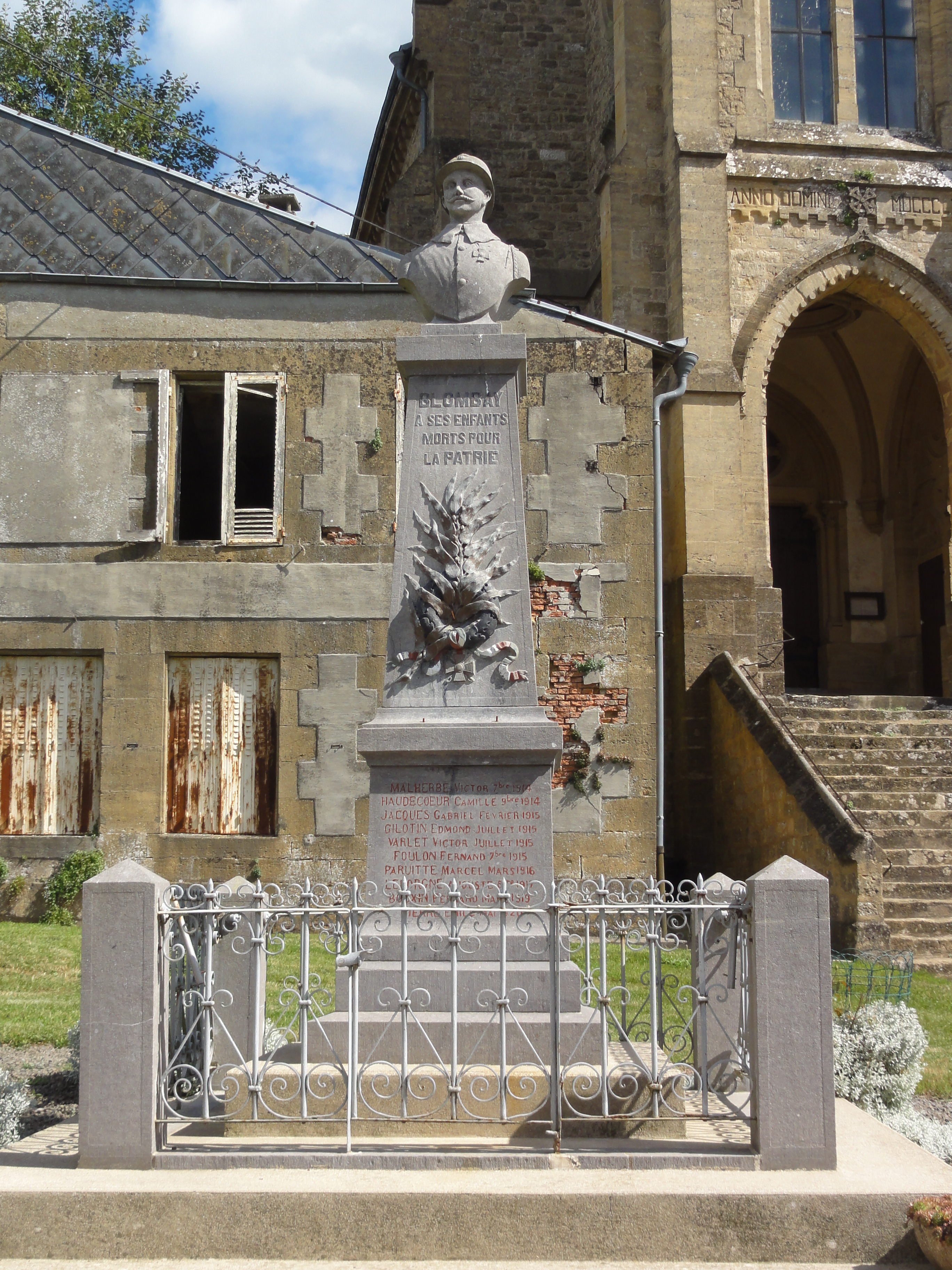
Памятник погибшим в Первой мировой войне